# Soergel (BGB-Kommentar)
Der Soergel ist ein Großkommentar zum Bürgerlichen Gesetzbuch (BGB) mit Einführungsgesetz und Nebengesetzen. Er wird im Kohlhammer Verlag verlegt.

## Hintergrund
Begründet wurde der Kommentar zum Bürgerlichen Gesetzbuch im Jahre 1921 durch die bayerischen Juristen Hofrat Hans Theodor Soergel und Oberjustizrat Lindemann. Sie waren bei dem neuen Kommentar vor allem darauf bedacht, die „einschlägigen Entscheidungen und Ergebnisse der Rechtsprechung und Rechtslehre vollständig“ zusammenzustellen, und griffen auf Praktiker als Mitarbeiter zurück.
In seiner ersten Auflage beschränkte sich der Kommentar auf zwei Bände (Band 1: Allgemeiner Teil, Recht der Schuldverhältnisse; Band 2: Sachenrecht, Familienrecht, Erbrecht, Einführungsgesetz) und konnte diesen Umfang auch über einige Auflagen hin halten, um dann bald um einen weiteren Band anzuwachsen. Die nach dem Krieg erschienene 8. Auflage (1952 ff.) umfasste dann schon vier Bände und führte die bisherige Tradition des auf reichhaltige Kasuistik bedachten Fundstellennachweis mit Erläuterungen fort. An dieser Auflage arbeiteten erstmals neben Praktikern auch Wissenschaftler mit, darunter der Heidelberger Rechtsprofessor Wolfgang Siebert. Siebert entwickelte mit Fachkollegen zusammen eine neue Konzeption, welche die bewährte Eigenart des Kommentars „die einschlägigen Entscheidungen – auch aus der Praxis der Untergerichte – möglichst vollständig zusammenzustellen“ beibehielt, darüber hinaus aber großen Wert darauf legte, die wissenschaftliche Literatur mit aufzuarbeiten und sich am wissenschaftlichen Gespräch selbst zu beteiligen. Diese Konzeption wurde mit der 9. Auflage (1959 ff.) verwirklicht. Anschließend erschien der nun auf sechs Bände angewachsene Kommentar für zwei Auflagen unter dem Namen Soergel/Siebert. Er entwickelte sich zu einer „der Praxis wie der Wissenschaft gleichermaßen dienlichen, vollständigen und systematisch gestrafften Darstellung des gesamten Rechtsstoffes“, die in den Folgejahren ihren Beitrag zur Fortentwicklung des Bürgerlichen Rechts und zur Klärung von Streitfragen leisten konnte.
Der verstärkten Kodifizierung bürgerlich-rechtlicher Materien in eigenständigen Gesetzen musste der Kommentar Rechnung tragen und sich diesen Nebengesetzen öffnen. Dies und das zunehmende Bestreben nach Einzelfallgerechtigkeit, welches sich in Zahl und Umfang der gerichtlichen Entscheidungen niederschlägt, steigerten den Umfang der Gesamtkommentierung stetig. So umfasste die 12. Auflage zwölf Bände größeren Umfangs. Diese Tendenz verstärkt sich in den folgenden Jahren und um die Einzelbände in einem handlichen Umfange zu halten, wurde die 13. Auflage (2000 ff.) auf 32 Bände angelegt.
Obwohl die 13. Auflage noch nicht abgeschlossen ist, hat der Verlag im Jahr 2020 mit der Veröffentlichung der – wiederum neu strukturierten – 14. Auflage begonnen.

## Bände (13. Auflage)
- Band 1. Allgemeiner Teil 1. §§ 1–103. Stuttgart 2000, ISBN 978-3-17-015792-7.
- Band 2. Allgemeiner Teil 2. §§ 104–240. Stuttgart 1999, ISBN 978-3-17-015793-4.
- Band 2a. Allgemeiner Teil 3. §§ 13, 14, 126a–127, 194–218. Stuttgart 2002, ISBN 978-3-17-017503-7.
- Band 3/2. Schuldrecht 1/2. §§ 243–304. Stuttgart 2014, ISBN 978-3-17-015794-1.
- Band 4. Schuldrecht 2. §§ 305–310. UKlaG. Stuttgart 2019, ISBN 978-3-17-015803-0.
- Band 5/1a. Schuldrecht 3/1a. §§ 311, 311a–c, 313, 314. Stuttgart 2014, ISBN 978-3-17-015795-8.
- Band 5/2. Schuldrecht 3/2. §§ 320–327. Stuttgart 2005, ISBN 978-3-17-015796-5.
- Band 5/3. Schuldrecht 3/3. §§ 328–432. Stuttgart 2010, ISBN 978-3-17-018896-9.
- Band 6/1b. Schuldrecht 4/1b. § 440–453. Stuttgart 2024, ISBN 978-3-17-015797-2.
- Band 6/2. Schuldrecht 4/2. §§ 454–480. Stuttgart 2009, ISBN 978-3-17-020140-8.
- Band 8. Schuldrecht 6. §§ 535–610. Stuttgart 2007, ISBN 978-3-17-015799-6.
- Band 9/1b. Schuldrecht 7/1b. §§ 620-630h, AGG. Stuttgart 2023, ISBN 978-3-17-042940-6.
- Band 9/2. Schuldrecht 7/2. §§ 631-651y. Stuttgart 2022 ISBN 978-3-17-015800-9.
- Band 10. Schuldrecht 8. §§ 652–704. Stuttgart 2012, ISBN 978-3-17-017504-4.
- Band 11/1. Schuldrecht 9/1. §§ 705–758. Stuttgart 2012, ISBN 978-3-17-020475-1.
- Band 11/3. Schuldrecht 9/3. §§ 780–822. Stuttgart 2012, ISBN 978-3-17-020477-5.
- Band 12. Schuldrecht 10. §§ 823–853 ProdHG. UmweltHG. Stuttgart 2005, ISBN 978-3-17-015802-3.
- Band 13. Schuldrechtliche Nebengesetze 2. Übereinkommen der Vereinten Nationen über Verträge über den internationalen Warenverkauf (CISG). Stuttgart 2000, ISBN 978-3-17-016744-5.
- Band 14. Sachenrecht 1. §§ 854–984. Stuttgart 2002, ISBN 978-3-17-015804-7.
- Band 15/1. Sachenrecht 2/1. §§ 985–1017. ErbbauVO. Stuttgart 2007, ISBN 978-3-17-015805-4.
- Band 15/2. Sachenrecht 2/2. WEG. Stuttgart 2018, ISBN 978-3-17-019647-6.
- Band 16. Sachenrecht 3. §§ 1018–1296. Stuttgart 2001, ISBN 978-3-17-015806-1.
- Band 18. Familienrecht 2. §§ 1587–1588 VAHRG. VAÜG. Stuttgart 2000, ISBN 978-3-17-015809-2.
- Band 18a. Familienrecht 2a. VersAusglG. Stuttgart 2013, ISBN 978-3-17-020949-7.
- Band 19/1. Familienrecht 3/1. §§ 1589–1615n. Stuttgart 2012, ISBN 978-3-17-015810-8.
- Band 20. Familienrecht 4. §§ 1741–1921. Stuttgart 2000, ISBN 978-3-17-015811-5.
- Band 27/1. Rom II–VO; Internationales Handelsrecht; Internationales Bank- und Kapitalmarktrecht. Stuttgart 2019, ISBN 978-3-17-017682-9.

## Bände (14. Auflage)
- Band 11. Schuldrecht 9. Übereinkommen der Vereinten Nationen über Verträge über den internationalen Warenverkauf (CISG). Stuttgart 2021, ISBN 978-3-17-039393-6.
- Band 32. Erbrecht 1. §§ 1922–2146. Stuttgart 2021, ISBN 978-3-17-038681-5.
- Band 33. Erbrecht 2. §§ 2147–2385. Stuttgart 2021, ISBN 978-3-17-039394-3.